# Sumpslöjskivling
Sumpslöjskivling (Hypholoma subericaeum) är en svampart som först beskrevs av Elias Fries, och fick sitt nu gällande namn av Robert Kühner 1936. Sumpslöjskivling ingår i släktet Hypholoma och familjen Strophariaceae.  Arten är reproducerande i Sverige. Inga underarter finns listade i Catalogue of Life.